# Cerichrestus
Cerichrestus is een geslacht van kevers uit de familie bladkevers (Chrysomelidae).
De wetenschappelijke naam van het geslacht werd in 1860 gepubliceerd door Clark.

## Soorten
- Cerichrestus sofiae Bechyne, 1997